# 안녕, 티라노: 영원히, 함께
"안녕, 티라노: 영원히, 함께"(My TYRANO: Together, Forever)는 한국이 투자, 개발, 기획, 총괄하고 일본의 데즈카 프로덕션에 외주를 주어 제작된 시즈노 코분 감독의 2018년 애니메이션 영화이다. 시영준, 정혜원, 이세은 등이 주연으로 출연하였다. 제23회 부산 국제영화제의 오픈 시네마 부문에서 전 세계 초연되었다. 영화 음악은 저명한 일본의 음악가 사카모토 류이치가 맡았으며 이는 그의 최초의 애니메이션 영화 음악이다.

## 출연

### 주연
- 티라노: 시영준
- 프논: 정혜원
- 톱스: 이세은
- 고르고: 이현
- 루치: 박영진
- 고치: 김준현
- 루크토: 김지혜

## 기타
- 원작자: 미야니시 타츠야
- 총괄프로듀서 : 강상욱
- 프로듀서 : 강민하